# Philosophie du processus
La philosophie du processus (ou l'ontologie du devenir) identifie la réalité métaphysique  avec le changement et le développement. Depuis Platon (mais pas Aristote), de nombreux philosophes ont posé en principe la vraie réalité comme « éternelle », fondée sur les substances permanentes[réf. nécessaire], tandis que les processus sont niés ou subordonnés aux substances éternelles. L'ontologie classique refuse toute réalité complète du changement, qui est conçu comme seulement accidentel et pas comme l'élément essentiel.
En opposition avec le modèle classique de changement comme accidentel ou illusoire, la philosophie du processus considère le changement comme la pierre angulaire de la réalité – la pierre angulaire de l'être pensé comme le devenir. Les philosophes modernes qui font appel au processus plutôt qu'à la substance incluent Charles Peirce, Alfred North Whitehead, Robert M. Pirsig, Charles Hartshorne, Arran Gare (en) et Nicholas Rescher. En physique Ilya Prigogine fait la distinction entre « la physique d'être » et « la physique du devenir ». La philosophie du processus couvre non seulement l'intuition et l'expérience scientifiques, mais peut être utilisée comme un pont conceptuel pour faciliter les discussions entre religion, philosophie et science.

## Histoire

### Dans la pensée grecque antique
Une première expression de ce point de vue apparait dans Les fragments d'Héraclite. Il postule que les antagonismes, ἡ ἔρις (lutte, conflit), sont la base sous-jacente de toute réalité définie par le changement. L'équilibre et l'opposition des antagonismes comme étant les bases du changement et de la stabilité du flux de l'existence.

### Au XXesiècle
Au début du XXe siècle la philosophie des mathématiques a été entreprise pour développer les mathématiques comme un système axiomatique hermétique, dans laquelle chaque vérité pourrait être tirée logiquement d'un ensemble d'axiomes. Au niveau des fondements des mathématiques ce projet est interprété comme logicisme ou comme faisant partie du programme de formalisme de David Hilbert. Alfred North Whitehead et Bertrand Russell ont tenté de compléter ce programme avec leur livre Principia Mathematica, qui prétend construire une théorie des ensembles logiquement cohérente sur laquelle se fondent les mathématiques. Ce projet aurait pu finalement être annulé et ensuite Whitehead a su intuitivement que l'entreprise entière était le corps d'une erreur ontologique primordiale[précision nécessaire]. Il a vu que[précision nécessaire] la science et les mathématiques luttaient pour surmonter une ontologie de substances et ainsi ne pouvaient pas s'attaquer à des phénomènes dont la nature est plus correctement comprise comme un « processus ». Ceci a abouti au travail sur la philosophie du processus, le Processus et réalité d'Alfred North Whitehead, un travail qui continue celui commencé par Hegel, mais décrivant une ontologie dynamique plus complexe et fluide.
La pensée du processus décrit la vérité comme un mouvement à l'intérieur et au travers de déterminants (vérité hégélienne), plutôt que décrire ces déterminants comme des concepts fixes ou « des choses » (vérité platonicienne). Depuis Whitehead, la pensée du processus s'est distinguée de celle de Hegel en ce qu'elle décrit les entités qui surgissent ou s'unissent dans « le devenir », plutôt qu'être simplement dialectiquement déterminées à partir de déterminants posés en principe. Ces entités sont mentionnées comme « les complexes des occasions d'expérience ». Elle s'est aussi distinguée comme n'étant pas nécessairement conflictuelle ou en opposition dans son fonctionnement. Le processus peut être intégrateur, destructif ou les deux ensemble, tenant compte des aspects d'interdépendance, d'influence et de confluence, et abordant la cohérence par des évènements universels aussi bien que particuliers. De plus, les cas d'occasions déterminées d'expérience, tandis que toujours éphémère, n'en sont pas moins vues comme importantes pour définir le type et la continuité de ces occasions d'expérience qui en découlent ou y sont liés.

## LeProcès et réalitéde Whitehead
À 63 ans, Alfred North Whitehead commence à enseigner à Harvard et à écrire sur le processus et la métaphysique.
Dans son livre Science and the Modern World, il note que les intuitions humaines et l'expérimentation de la science, l'esthétique, l'éthique et la religion influencent la vision du monde d'une communauté, mais que depuis les derniers siècles la science domine la société occidentale. Whitehead a cherché une cosmologie holistique, complète, qui fournit une théorie systématique de description du monde qui pourrait être utilisée pour les intuitions humaines diverses acquises par des expériences non seulement scientifiques mais aussi éthiques, esthétiques et religieuses.
Whitehead a aussi été influencé par le philosophe français Henri Bergson (1859–1941). La philosophie du processus a influencé certains modernistes, comme D. H. Lawrence, William Faulkner et Charles Olson.

### La métaphysique du processus
Le processus métaphysique élaboré dans Process and Reality pose en principe une ontologie qui est basée sur les deux sortes d'existence d'entité, celui d'entité actuelle et celui d'entité abstraite ou abstraction.
L'entité actuelle est un terme utilisé par Whitehead pour démontrer les réalités fondamentales qui définissent toutes choses. Les entités actuelles sont des groupes d'événements qui définissent la réalité. Les entités actuelles n'abordent pas la substance d'une chose mais parlent de comment cette chose se réalise. L'Univers est la résultante d'une série d'entités actuelles inter-reliées ,.
Pour Whitehead, le principe abstrait suprême d'existence réelle est la créativité. La créativité est un terme utilisé par Whitehead pour démontrer une force dans l'Univers qui permet la création d'entités actuelles nouvelles fondé sur d'autres entités actuelles. La créativité est le principe de nouveauté. Mis en évidence dans ce qui peut être appelé la causalité singulière. Ce terme peut être opposé au terme causalité nomique. Un exemple de causalité singulière est que je me suis réveillé ce matin parce que mon réveil a sonné. Un exemple de causalité nomique est que les réveils réveillent généralement les gens le matin. Aristote considère la causalité singulière comme causalité efficiente. Pour Whitehead il y a beaucoup de causes singulières qui contribuent à un événement. Une cause singulière d'être réveillé par mon réveil est de s'être endormi près de celui-ci jusqu’à ce qu'il sonne.
Une entité actuelle est un terme philosophique général pour un détail individuel, déterminé et complètement concret, du monde existant ou de l'Univers d'entités variables considérées en termes de causalité singulière ou de l'univers des entités variables d'Aristote considérées en termes de causalité singulière, dont des propositions catégoriques peuvent être faites. La contribution la plus profonde et radicale de Whitehead à la métaphysique est son invention d'une meilleure façon de choisir les entités actuelles. Whitehead choisit une façon de définir les entités actuelles qui les rendent toutes semblables à une exception près.
Par exemple, pour Aristote, les entités actuelles étaient des substances, comme pour Socrate. En plus de l'ontologie des substances d'Aristote, un autre exemple d'une ontologie qui pose en principe des entités actuelles est dans la théorie des monades de Gottfried Wilhelm Leibniz.

#### Les entités actuelles de Whitehead
Pour Whitehead, les entités actuelles sont les seuls éléments fondamentaux de réalité.
Les entités actuelles ont deux types, temporelles et non-temporelles.
Sauf une exception, toutes les entités actuelles pour Whitehead sont temporelles et sont des occasions d'expérience (qui ne doivent pas être confondues avec la conscience). Une entité, généralement vu comme un simple objet concret et qu'Aristote voyait comme une substance, est, dans cette ontologie, considérée composée d'occasions d'expérience infinies.
Pour lui il n'y a qu'une exception, une entité actuelle qui est à la foi temporelle et intemporelle, Dieu, objectivement immortel ainsi qu'immanent. Il est objectivé dans chaque entité actuelle bien que n'étant pas lui-même un objet.
Les occasions d'expérience ont quatre catégories. La première est les processus du vide physique comme la propagation des ondes électromagnétiques ou l'influence gravitationnelle. La seconde est associée à la manière inanimée. La troisième est associée aux organismes vivants. La quatrième est associée au mode de représentation de l'immédiateté, qui signifie plus ou moins ce qui est souvent appelé les qualia de l'expérience subjective. À notre connaissance l'expérience du mode de représentation de l'immédiateté  se produit seulement chez les animaux les plus évolués. Les entités actuelles de Whitehead sont de cette dernière catégorie, les autres catégories n'ont pas cette caractéristique.
Dans cette ontologie il n'y a pas de dualité esprit-matière parce que l'esprit est considéré comme une abstraction d'une occasion d'expérience qui a aussi un aspect matériel, qui est simplement une autre abstraction de celle-ci; ainsi l'aspect mental et l'aspect matériel sont des abstractions de la même occasion concrète d'expérience. Le cerveau ne fait partie du corps, les deux étant les abstractions d'objets physiques persistants, aucun n'étant une entité actuelle. Quoique non reconnu par Aristote, il y a des évidences biologique décrites par Galien, que le cerveau humain est le siège essentiel de l'expérience humaine du mode de représentation de l'immédiateté. Nous pouvons dire que le cerveau a une composante matérielle et une mentale, les trois étant des abstractions de leurs occasions d'expérience constitutives, lesquelles sont des entités actuelles.
Les entités actuelles ont leur dimension respective de temps. Potentiellement chaque occasion d'expérience est causalement consécutive à chaque autre occasion d'expérience qui la précède dans le temps et a pour conséquences causales les autres occasions d'expérience qui la suivent dans le temps; Ainsi on dit que les occasions d'expérience de Whitehead sont des 'fenêtres', contrairement aux monades « sans fenêtres » de Leibniz. Chaque occasion d'expérience est causalement influencée par les occasions d'expériences antérieures et influence causalement les occasions d'expérience futures. Une occasion d'expérience consiste en un processus d'interaction avec d'autres occasions d’expérience. C'est ce processus que décrit la philosophie de processus.
La résultante de causalité obéit à la règle habituelle selon laquelle les causes précèdent les effets dans le temps. Quelques paires de processus peuvent ne pas être connectées par des relations de cause à effet, on dit alors qu'ils sont séparés dans l'espace. Ceci concorde parfaitement avec le point de vue de la théorie de la relativité restreinte d'Einstein et avec la géométrie de Minkowski  de l'espace-temps. Il est clair que Whitehead a respecté ces idées, comme on peut le voir dans son livre de 1919 An Enquiry concerning the Principles of Natural Knowledge, ainsi que dans Process and Reality. Dans cette optique le temps est relatif à un cadre de référence inertiel, des cadres de référence différents définissant des versions différentes de temps.
Les entités actuelles sont logiquement atomiques dans le sens où une occasion d'expérience ne peut pas être séparé en deux autres occasions d'expérience. Cette sorte d'atomicité logique est parfaitement compatible avec une quantité indéfinie de chevauchements spatiotemporels d'occasions d'expérience. On peut expliquer cette sorte d'atomicité en disant qu'une occasion d'expérience a une structure causale interne qui ne peut pas en être reproduite dans chacune des deux sections complémentaire de sa division. En ce sens les substances individuelles d'Aristote sont atomiques. Cette atomicité signifie qu'une entité actuelle ne peut pas être une partie d'une autre entité actuelle, une entité actuelle n'est pas composée d'un ensemble défini de parties séparables qui sont aussi des entités actuelles. Néanmoins, une entité actuelle peut contenir une quantité indéfinie d'autres entités actuelles.
Nexus est un terme utilisé par Whitehead pour mettre en évidence le réseau d'entités actuelles de l'Univers. Des entités actuelles se combinent et forment d'autres entités actuelles. Lors de la naissance d'une entité actuelle, les entités actuelles qui la génèrent sont définies comme étant un nexus.

#### Les abstractions de Whitehead
Les abstractions de Whitehead sont des entités conceptuelles abstraites ou dérivées et fondées sur ses entités actuelles. Ces abstractions sont les seules entités qui peuvent être actuelles mais ne sont pas des entités actuelles.
Une abstraction est une entité conceptuelle qui implique plus d'une entité actuelle. L'ontologie de Whitehead se réfère aux collections structurés d'entités actuelles à un nexus d'entités actuelles. La collection d'entités actuelles dans un nexus fait ressortir un certain aspect de ces entités, cette mise en évidence est une abstraction, parce certains aspects des entités actuelles sont soulignés ou entrainés hors de leur actualité, tandis que d'autres aspects sont accentués.
Les objets éternels est un terme utilisé par Whitehead pour montrer les possibilités du potentiel pur qui seraient le principe de formation des entités actuelles. Chaque forme de l'entité actuelle présuppose l'existence d'un principe qui lui donne une certaine forme .
Whitehead suppose un nombre indéfini d'objets éternels. Le nombre deux est un exemple d'objet éternel. Whitehead soutient que des objets éternels sont des abstractions d'un degré très élevé d'abstraction. Beaucoup d'abstractions, y compris les objets éternels, sont les ingrédients potentiels des processus.

#### La relation entre entités actuelles et abstractions exposées dans le principe ontologique
Pour Whitehead, en plus de sa génération temporelle par les entités actuelles, on peut considérer un processus comme une concrescence d'ingrédients abstraits, les objets « éternels ».
Le principe ontologique de Whitehead est que, quoi que la réalité appartient à une abstraction, elle est dérivée des entités actuelles sur lesquelles elle est fondée ou dans lesquelles elle est constituée.

#### La Causalité et concrescence d'un processus
La concrescence est un terme utilisé par Whitehead pour montrer le processus de formation conjointe d'une entité actuelle qui était sans forme, mais étant sur le point de se manifester elle-même dans une entité actuelle satisfaisante basée sur des données ou comme informations sur l'Univers . Le processus de formation d'une entité actuelle est basé sur des données existantes. Le processus de concrétion peut être considéré comme un processus subjectif.
La donnée est un terme utilisé par Whitehead pour montrer les variantes différentes d'informations possédées par l'entité actuelle. Dans la philosophie du processus, la donnée est obtenue par les événements de concrescence. Chaque entité actuelle a une diversité de données,.